# 三峰岳

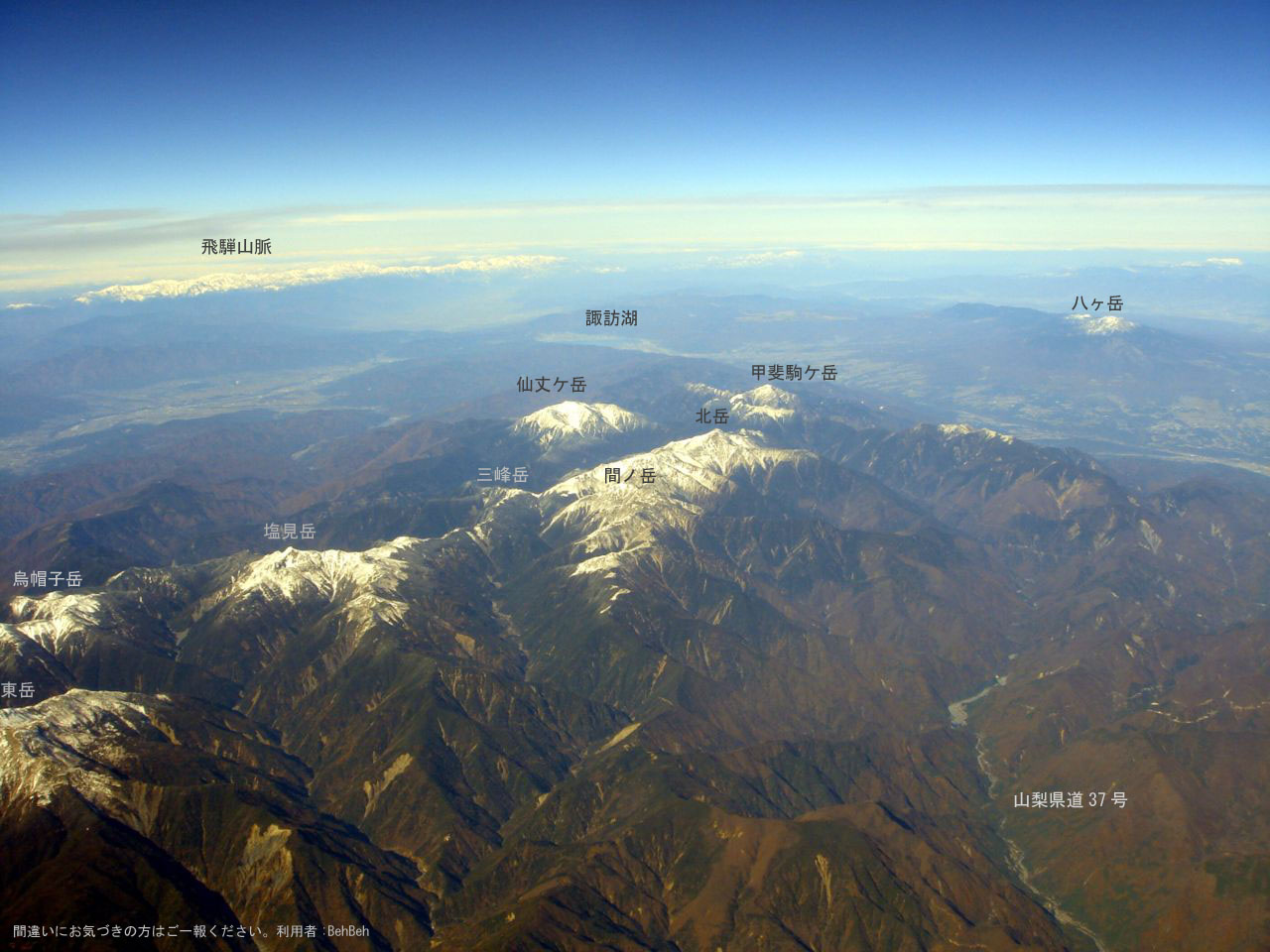
赤石山脈北部の空撮。三峰岳は中央付近（（説明なしの写真）

三峰岳（みぶだけ）は、赤石山脈（南アルプス）にある標高2,999 mの山である。山梨県・長野県・静岡県の3県の境界点にあると同時に、富士川・天竜川・大井川の3つの水系の境界をなす山である。
仙丈ヶ岳から塩見岳まで続く長大な尾根「仙塩尾根」上に位置する。東へ延びる支尾根を介して間ノ岳へ登山道が続いており、そこからさらに白峰三山の北岳・農鳥岳方面へ歩くことができる。
今日では、ネットの普及で、登山家の間では『みぶだけ』と呼ばれているが、本来は『みつみねだけ』という。三峰岳（みつみねだけ）は地元では三国山（みくにざん）といい、三峰川（みぶがわ）を引用してミブ岳と呼ぶのはまちがいである。

## 周辺の山
| 山容 | 山名       | 標高 (m) | 三角点等級 基準点名              | 間ノ岳からの 方角と距離 (km) | 備考                  |
| ---- | ---------- | -------- | -------------------------------- | ---------------------------- | --------------------- |
|      | 甲斐駒ヶ岳 | 2,967    | 一等「甲駒ケ嶽」 (2,965.58m)     | 北 12.7                      | 日本百名山            |
|      | 仙丈ヶ岳   | 3,032.56 | 二等 「前岳」                    | 北北西 9                     | 日本百名山 仙塩尾根   |
|      | 北岳       | 3,193    | （三等）「白根岳」 （3,192.18m） | 北東 3.8                     | 日本百名山 白峰三山   |
|      | 三峰岳     | 2,999    |                                  | 0                            |                       |
|      | 間ノ岳     | 3,189.50 | 三等 「相ノ岳」                  | 東 0.9                       | 日本百名山 白峰三山   |
|      | 農鳥岳     | 3,025.90 | 二等 「農鳥山」                  | 南東 3                       | 日本二百名山 白峰三山 |
|      | 塩見岳     | 3,047    | 二等 「塩見山」                  | 南南西 8.5                   | 日本百名山 仙塩尾根   |

## 周辺の山小屋
| 画像 | 名称       | 所在地                   | 標高 (m) | 収容 人数 | キャンプ 指定地 | 備考     |
| ---- | ---------- | ------------------------ | -------- | --------- | --------------- | -------- |
|      | 熊の平小屋 | 仙塩尾根井川越           | 2,590    | 70人      | 25張            | 静岡市営 |
|      | 農鳥小屋   | 間ノ岳と西農鳥岳との鞍部 | 2,800    | 120人     | 50張            |          |
|      | 両俣小屋   | 野呂川東俣・西俣出合付近 | 2,000    | 30人      | 40張            |          |